# Liste des films soviétiques sortis en 1945
Cet article présente une liste des films produits en Union soviétique et sortis en 1945.
Le film Coupable, quoique innocent (Без вины виноватые) de Vladimir Petrov est celui qui a totalisé le plus d'entrées en Union soviétique, soit 28,91 millions.

## 1945
| Films de 1945 - Films soviétiques de 1945 |                     |                                |                                                           |
| C'était dans le Donbass                   | Это было в Донбассе | 11 juillet 1945                | Leonid Loukov                                             |
| Champs patriotiques                       | Родные поля         | 7 février 1945                 | Boris Babotchkine, Anatoli Bossoulaev                     |
| Les Coupables innocents                   | Без вины виноватые  | 21 septembre 1945              | Vladimir Petrov                                           |
| Des gens ordinaires                       | Простые люди        | 1945 en diffusion restreinte   | Grigori Kozintsev, Leonid Trauberg                        |
| Les Insoumis / Les Indomptés              | Непокоренные        | 15 octobre 1945                | Marc Donskoï                                              |
| Ivan le Terrible (1re partie)             | Иван Грозный        | 30 décembre 1944 (1)           | Sergueï Eisenstein                                        |
| Les Jumeaux                               | Близнецы            | 21 décembre 1945               | Konstantin Youdine                                        |
| Pays natal                                | Страна родная       | 1945                           | Gourguen Balassanian, Alexandre Dovjenko, Vladimir Fetine |
| Salut Moscou                              | Здравствуй, Москва! | 17 octobre 1945 à Buenos Aires | Sergueï Youtkevitch                                       |
| Takhir et Zukhra                          | Тахир и Зухра       | 21 octobre 1945                | Nabi Ganiev                                               |
| Le Tournant décisif                       | Великий перелом     | 29 janvier 1945                | Friedrich Ermler                                          |

## Remarque
1) On trouve plusieurs dates: 16 janvier 1945, 20 janvier 1945, etc